# Hatsi
Hatsi (in armeno Հացի?, in azero Çörəkli), talvolta anche Gatsi è una comunità rurale del distretto di Xocavənd, in Azerbaigian, fino al 2024 appartenente alla regione di Martuni nella repubblica dell'Artsakh (precedentemente al 2017 denominata repubblica del Nagorno Karabakh).

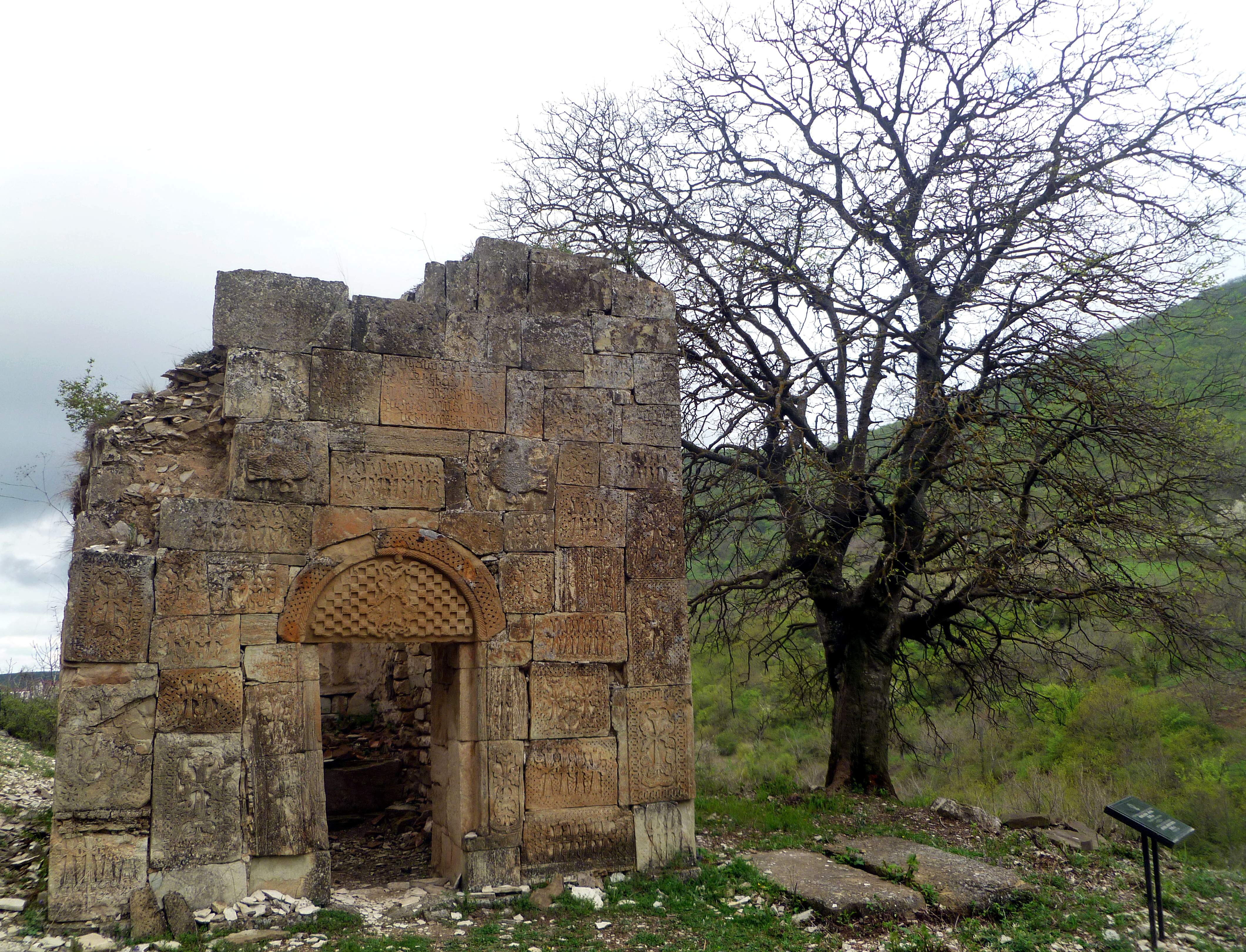
Il monastero di Bri Yeghtsi.

Nel 2005 contava poco più di duecento abitanti e si trova nella parte orientale della regione, ai piedi del rilievo sulla cui sommità sorge il monastero di Bri Yeghtsi.